# Матч СРСР — США з легкої атлетики 1981
Матч СРСР — США з легкої атлетики 1981 був проведений 10-11 липня в Ленінграді на стадіоні імені Леніна.
Матчева зустріч американських та радянських багатоборців проводилася окремо, 1-2 серпня, на тій самій арені.

## Результати

### Чоловіки
| Місце | Атлет              | Результат |
| ----- | ------------------ | --------- |
| 1     | Джефф Філліпс      | 10,21     |
| 2     | Рон Браун          | 10,24     |
| 3     | Володимир Муравйов | 10,39     |
| 4     | Андрій Шляпников   | 10,59     |

| Місце | Атлет              | Результат |
| ----- | ------------------ | --------- |
| 1     | Джефф Філліпс      | 20,50     |
| 2     | Володимир Муравйов | 20,97     |
| 3     | Юрій Науменко      | 21,04     |
| 4     | Террон Райт        | 21,25     |

| Місце | Атлет           | Результат |
| ----- | --------------- | --------- |
| 1     | Кліфф Вайлі     | 45,54     |
| 2     | Павло Рощин     | 46,65     |
| 3     | Зік Джефферсон  | 46,98     |
| 4     | Павло Коновалов | 47,09     |

| Місце | Атлет             | Результат |
| ----- | ----------------- | --------- |
| 1     | Анатолій Решетняк | 1.48,45   |
| 2     | Ренді Вілсон      | 1.48,73   |
| 3     | Марк Еньєрт       | 1.48,78   |
| 4     | Анатолій Литвинов | 1.48,79   |

| Місце | Атлет                | Результат |
| ----- | -------------------- | --------- |
| 1     | Джим Спайві          | 3.39,10   |
| 2     | Крейг Масбек         | 3.39,17   |
| 3     | Віталій Тищенко      | 3.39,91   |
| 4     | Володимир Малоземлін | 3.39,98   |

| Місце | Атлет              | Результат |
| ----- | ------------------ | --------- |
| 1     | Валерій Абрамов    | 13.42,03  |
| 2     | Дон Клері          | 13.43,04  |
| 3     | Даг Паділья        | 13.46,02  |
| 4     | Олександр Федоткін | 13.48,02  |

| Місце | Атлет              | Результат |
| ----- | ------------------ | --------- |
| 1     | Марк Неноу         | 28.45,86  |
| 2     | Джим Стінці        | 28.45,87  |
| 3     | Володимир Шестеров | 29.08,35  |
| 4     | Володимир Якутович | 29.46,60  |

| Місце | Атлет           | Результат |
| ----- | --------------- | --------- |
| 1     | Грег Фостер     | 13,30     |
| 2     | Ларрі Каулінг   | 13,53     |
| 3     | Юрій Черваньов  | 13,74     |
| 4     | Георгій Шабанов | 13,81     |

| Місце | Атлет            | Результат |
| ----- | ---------------- | --------- |
| 1     | Андре Філліпс    | 48,96     |
| 2     | Девід Лі         | 49,01     |
| 3     | Дмитро Шкарупін  | 49,38     |
| 4     | Василь Архипенко | 50,92     |

| Місце | Атлет             | Результат |
| ----- | ----------------- | --------- |
| 1     | Джон Грегорек     | 8.22,88   |
| 2     | Кен Мартін        | 8.24,22   |
| 3     | Олександр Воробей | 8.26,17   |
| 4     | Борис Прус        | 8.36,15   |

| Місце | Команда                                                                  | Результат |
| ----- | ------------------------------------------------------------------------ | --------- |
| 1     | СРСРАндрій Шляпников Микола Сидоров Олександр Аксинін Володимир Муравйов | 39,04     |
| 2     | СШАРон Браун Джефф Філліпс Джейсон Граймс Террон Райт                    | 39,41     |

| Місце | Команда                                                        | Результат |
| ----- | -------------------------------------------------------------- | --------- |
| 1     | СШАДевід Лі Зік Джефферсон Андре Філліпс Кліфф Вайлі           | 3.01,07   |
| 2     | СРСРПавло Рощин Павло Коновалов Ремігіюс Валюліс Віктор Маркін | 3.02,05   |

| Місце | Атлет            | Результат |
| ----- | ---------------- | --------- |
| 1     | Петро Поченчук   | 1:25.07   |
| 2     | Анатолій Соломін | 1:25.08   |
| 3     | Ден О'Коннор     | 1:32.40   |
| —     | Джим Хейрінг     | DQ        |

| Місце | Атлет               | Результат |
| ----- | ------------------- | --------- |
| п/к   | Олексій Дем'янюк    | 2,33      |
| 1     | Володимир Граненков | 2,30      |
| 2     | Лео Вільямс         | 2,24      |
| 3     | Джиммі Говард       | 2,21      |
| 4     | Валерій Середа      | 2,21      |

| Місце | Атлет               | Результат |
| ----- | ------------------- | --------- |
| 1     | Костянтин Волков    | 5,70      |
| п/к   | Сергій Кулібаба     | 5,70      |
| 2     | Володимир Поляков   | 5,60      |
| п/к   | Олександр Крупський | 5,60      |
| 3     | Ерл Белл            | 5,45      |
| п/к   | Бред Перслі         | 5,40      |
| п/к   | Микола Селіванов    | 5,20      |
| —     | Стів Сміт           | NM        |

| Місце | Атлет             | Результат |
| ----- | ----------------- | --------- |
| 1     | Володимр Цепельов | 8,08      |
| 2     | Майк Мак-Рей      | 7,90      |
| 3     | Джейсон Граймс    | 7,82      |
| 4     | Євген Анікін      | 7,78      |

| Місце | Атлет                | Результат |
| ----- | -------------------- | --------- |
| 1     | Геннадій Валюкевич   | 17,18     |
| 2     | Віллі Бенкс          | 17,10     |
| 3     | Олександр Бескровний | 16,75     |
| 4     | Майк Марлоу          | 16,64     |

| Місце | Атлет         | Результат |
| ----- | ------------- | --------- |
| 1     | Майкл Картер  | 21,18     |
| 2     | Євген Миронов | 20,62     |
| 3     | Михайло Гусєв | 20,61     |
| 4     | Браян Олдфілд | 20,60     |

| Місце | Атлет                | Результат |
| ----- | -------------------- | --------- |
| 1     | Джон Павелл          | 65,08     |
| 2     | Георгій Колноотченко | 62,72     |
| 3     | Арт Бернс            | 62,32     |
| 4     | Юрій Думчев          | 59,84     |

| Місце | Атлет           | Результат |
| ----- | --------------- | --------- |
| 1     | Юрій Сєдих      | 77,20     |
| 2     | Сергій Литвинов | 77,08     |
| 3     | Дейв Маккензі   | 72,30 NR  |
| 4     | Енді Бессетт    | 66,84     |

| Місце | Атлет             | Результат |
| ----- | ----------------- | --------- |
| 1     | Олександр Макаров | 83,12     |
| 2     | Майк Пекер        | 80,32     |
| 3     | Брюс Кеннеді      | 79,82     |
| 4     | Геннадій Колосов  | 78,92     |

### Жінки
| Місце | Атлетка           | Результат |
| ----- | ----------------- | --------- |
| 1     | Мішель Гловер     | 11,45     |
| 2     | Ольга Насонова    | 11,52     |
| 3     | Ольга Золотарьова | 11,61     |
| 4     | Джекі Вашингтон   | 11,65     |

| Місце | Атлетка           | Результат |
| ----- | ----------------- | --------- |
| 1     | Тетяна Анісімова  | 22,94     |
| 2     | Ольга Золотарьова | 23,50     |
| 3     | Тара Мастін       | 24,15     |
| 4     | Келія Болтон      | 24,25     |

| Місце | Атлетка        | Результат |
| ----- | -------------- | --------- |
| 1     | Ірина Назарова | 50,99     |
| 2     | Денін Говард   | 51,65     |
| 3     | Тетяна Гойщик  | 51,72     |
| 4     | Лорна Форд     | 55,26     |

| Місце | Атлетка        | Результат |
| ----- | -------------- | --------- |
| 1     | Ольга Мінєєва  | 1.58,78   |
| 2     | Медлін Меннінг | 1.59,62   |
| 3     | Ніна Ручаєва   | 2.00,02   |
| 4     | Ліенн Воррен   | 2.00,51   |

| Місце | Атлетка        | Результат |
| ----- | -------------- | --------- |
| 1     | Заміра Зайцева | 4.00,83   |
| 2     | Ольга Двірна   | 4.02,00   |
| 3     | Кейт Кіз       | 4.15,43   |
| 4     | Лінда Гоен     | 4.16,92   |

| Місце | Атлетка           | Результат |
| ----- | ----------------- | --------- |
| 1     | Тетяна Позднякова | 8.34,80   |
| 2     | Алла Юшина        | 8.38,35   |
| 3     | Джоан Гансен      | 9.20,51   |
| 4     | Бренда Вебб       | 9.28,32   |

| Місце | Атлетка             | Результат |
| ----- | ------------------- | --------- |
| 1     | Тетяна Анісімова    | 12,79     |
| 2     | Стефані Гайтауер    | 13,09     |
| 3     | Беніта Фітцджеральд | 13,24     |
| 4     | Наталія Петрова     | 13,32     |

| Місце | Атлетка        | Результат |
| ----- | -------------- | --------- |
| 1     | Анна Костецька | 55,51     |
| 2     | Тетяна Зубова  | 57,17     |
| 3     | Една Браун     | 57,97     |
| 4     | Таммі Етьєн    | 58,52     |

| Місце | Команда                                                                | Результат |
| ----- | ---------------------------------------------------------------------- | --------- |
| 1     | СШАТара Мастін Джекі Вашингтон Беніта Фітцджеральд Мішель Гловер       | 43,63     |
| 2     | СРСРОльга Золотарьова Ольга Короткова Ольга Насонова Олена Кельчевська | 43,65     |

| Місце | Команда                                                           | Результат |
| ----- | ----------------------------------------------------------------- | --------- |
| 1     | СРСРТетяна Литвинова Ірина Баскакова Тетяна Гойщик Ірина Назарова | 3.26,52   |
| 2     | СШААрліз Емерсон Лорна Форд Робін Кемпбелл Денін Говард           | 3.30,13   |

| Місце | Атлетка           | Результат |
| ----- | ----------------- | --------- |
| 1     | Луїза Ріттер      | 1,94      |
| 2     | Олена Попкова     | 1,91      |
| п/к   | Олена Горобець    | 1,91      |
| 3     | Валентина Палуйко | 1,88      |
| 4     | Філліс Бланстон   | 1,85      |

| Місце | Атлетка           | Результат |
| ----- | ----------------- | --------- |
| 1     | Тетяна Скачко     | 6,72      |
| 2     | Тетяна Колпакова  | 6,62      |
| 3     | Кеті Мак-Міллан   | 6,60      |
| 4     | Керол Льюїс       | 6,55      |
| п/к   | Світлана Ванюшина | 6,44      |

| Місце | Атлетка         | Результат |
| ----- | --------------- | --------- |
| 1     | Ніна Ісаєва     | 19,06     |
| 2     | Віра Цапкаленко | 18,90     |
| 3     | Деніз Вуд       | 15,93     |
| 4     | Сенді Берк      | 15,35     |

| Місце | Атлетка            | Результат |
| ----- | ------------------ | --------- |
| 1     | Галина Савінкова   | 69,70     |
| 2     | Валентина Харченко | 61,98     |
| 3     | Деніз Вуд          | 53,02     |
| 4     | Леслі Деніз        | 51,48     |

| Місце | Атлетка          | Результат |
| ----- | ---------------- | --------- |
| 1     | Карін Сміт       | 63,16     |
| 2     | Сандра Лейшкалне | 62,08     |
| 3     | Наталія Сіпова   | 59,48     |
| 4     | Кейт Шмідт       | 57,96     |

## Матч з багатоборств
Матч СРСР — США з легкоатлетичних багатоборств 1981 був проведений 1-2 серпня в Ленінград на стадіоні імені Леніна.
Вперше в історії матчевих зустрічей багатоборок СРСР та США жінки змагались у семиборстві, яке прийшло на заміну п'ятиборству.

### Результати
| Місце | Атлет              | Результат |
| ----- | ------------------ | --------- |
| 1     | Олександр Невський | 8170      |
| 2     | Костянтин Ахапкін  | 8057      |
| 3     | Микола Попцов      | 7987      |
| п/к   | Маргус Касеару     | 7772      |
| 4     | Григорій Дегтярьов | 7758      |
| 5     | Стів Джекобс       | 7657      |
| 6     | Стів Александер    | 7645      |
| 7     | Джим Гауелл        | 7552      |
| 8     | Володимир Буряков  | 7508      |
| 9     | Рон Воупат         | 7475      |
| 10    | Юрій Куценко       | 7260      |
| 11    | Майкл Гілл         | 6556      |
| —     | Джон Кріст         | DNF       |
| —     | Олександр Гребенюк | DNF       |
| —     | Джим Вудінг        | DNF       |
| —     | Валерій Качанов    | DNF       |
| —     | Тоні Аллен         | DNF       |

| Місце | Атлетка            | Результат |
| ----- | ------------------ | --------- |
| 1     | Катерина Гордієнко | 6320 NR   |
| 2     | Наталія Коротаєва  | 6088      |
| 3     | Тетяна Потапова    | 6076      |
| 4     | Наталія Шубенкова  | 6012      |
| п/к   | Галина Шульженко   | 5919      |
| 5     | Мері Харрінгтон    | 5483      |
| 6     | Тереза Сміт        | 5461      |
| п/к   | Марина Спіріна     | 5443      |
| 7     | Патсі Вокер        | 5428      |
| —     | Джейн Фредерік     | DNF       |
| п/к   | Тетяна Шпак        | DNF       |

## Командний залік

### Основний матч
|                 | СРСР | США |
| --------------- | ---- | --- |
| Чоловіки        | 105  | 118 |
| Жінки           | 99   | 60  |
| Загальний залік | 204  | 178 |

### Матч з багатоборств
|               | СРСР   | США    |
| ------------- | ------ | ------ |
| Десятиборство | 46 740 | 36 885 |
| П'ятиборство  | 18 484 | 16 372 |

## Відео
- Репортаж про матч на YouTube